# Старобудська сільська рада
Старобудська сільська рада — колишня адміністративно-територіальна одиниця та орган місцевого самоврядування у Потіївському і Радомишльському районах Волинської округи, Київської та Житомирської областей Української РСР з адміністративним центром у селі Стара Буда.

## Населені пункти
Сільській раді на час ліквідації були підпорядковані населені пункти:
- с. Вихля;
- с. Клен;
- с. Мирне;
- с. Нова Мар'янівка;
- с. Стара Буда.

## Історія та адміністративний устрій
Створена 1923 року в с. Стара Буда Облітківської волості Радомисльського повіту Київської губернії. 16 січня 1923 року сільську раду ліквідовано, с. Стара Буда підпорядковано Новосілківській сільській раді Облітківської волості. Відновлена 27 жовтня 1926 року в складі сіл Городище, Стара Буда та колоній Клен і Липовець Новобудської сільської ради Потіївського району Волинської округи. На 1 жовтня 1941 року кол. Липовець не значилася на обліку населених пунктів.
Станом на 1 вересня 1946 року сільська рада входила до складу Потіївського району Житомирської області, на обліку в раді перебували села Городище, Клен та Стара Буда.
11 серпня 1954 року, відповідно до указу Президії Верховної Ради Української РСР «Про укрупнення сільських рад по Житомирській області», сільську раду ліквідовано, територію та населені пункти ради приєднано до складу Вихлянської сільської ради Потіївського району Житомирської області. Відновлена 26 листопада 1977 року, відповідно до рішення Житомирського ОВК «Про перенесення центрів та перейменування деяких сільрад районів області», з підпорядкуванням сіл Вихля, Клен, Мирне та Нова Мар'янівка, внаслідок перенесення адміністративного центру Вихлянської сільської ради Радомишльського району до с. Стара Буда.
Ліквідована 7 квітня 1980 року, відповідно до рішення Житомирського облвиконкому № 180 «Питання адміністративно-територіального поділу», територію та населені пункти ради приєднано до складу Гуто-Потіївської сільської ради Радомишльського району.